# Karel Albert Sardinský
Karel Albert Sardinský (Carlo Alberto Amedeo di Savoia, 2. října 1798, Turín – 28. července 1849, Porto) byl v letech 1831 až 1849 předposlední král sardinsko-piemontský, vévoda savojský, piemontský a aostský. Předtím byl v letech 1800 až 1831 knížetem z Carignana.
Karel Albert byl prvním panovníkem Sardinsko-piemontského království z vedlejší carignanské větve savojské dynastie. Stalo se tak poté, co zemřel poslední mužský příslušník savojské hlavní linie, král Karel Felix Sardinský.

## Politické působení
Poté, co se Karel Albert stal králem, zavedl liberální reformy a v roce 1848 podpořil přijetí ústavy Statuto Albertino. Tato jako jediná z italských ústav přečkala rok 1849; později se stala první ústavou sjednoceného Italského království a formálně zůstala v platnosti až do roku 1948.
Karel Albert se v letech 1848 a 1849 angažoval za sjednocení Itálie, což vedlo k první italské válce za nezávislost, ve které však bylo sardinsko-piemontské království poraženo. Největší porážky sardinskému vojsku uštědřili Rakušané pod vedením maršála Radeckého v bitvách u Custozzy a u Novary. Tyto vojenské neúspěchy vedly k abdikaci krále Karla Alberta dne 23. března 1849. Na sardinsko-piemontský trůn poté nastoupil jeho prvorozený syn Viktor Emanuel II., který o 11 let později stanul v čele sjednocené Itálie jako její král.
Karel Albert zemřel v portugalském městě Porto čtyři měsíce po své abdikaci. Byl tak posledním z řady čtyř po sobě jdoucích sardinských panovníků, kteří abdikovali na své funkce.

## Rodina
V roce 1817 se tehdejší carignanský kníže Karel Albert oženil se svojí vzdálenou sestřenicí Marií Terezou Toskánskou, která byla mladší dcerou toskánského velkovévody Ferdinanda III. Pár měl 2 syny a dceru, která ale po roce zemřela:
- Viktor Emanuel II. (14. března 1820 – 9. ledna 1878), král sardinsko-piemontský a od roku 1861 první král sjednocené Itálie
⚭ 1842 Adelheid Rakouská (3. června 1822 – 20. ledna 1855), rakouská arcivévodkyně
⚭ 1869 Rosa Vercellana (3. června 1833 – 26. prosince 1885), morganatické manželství
- Ferdinand (15. listopadu 1822 – 10. února 1855), vévoda janovský, ⚭ 1850 Alžběta Saská (4. února 1830 – 14. srpna 1912)
- Maria Kristína (4. července 1826 – 25. července 1827)